# Баня
Ба́ня (из ст.-слав. баніа банѩ < вульг. лат. *bāneum < лат. balneum,balineum < др.-греч. βᾰλᾰνεῖον) — помещение, оборудованное для мытья человека с одновременным действием воды и горячего воздуха (в турецких и римских банях) или воды и пара (в русской и финской бане). Часто в это понятие вкладывается весь комплекс действий, осуществляемых человеком в бане или связанных с ней.

## История
У различных народов мира можно найти свои уникальные традиции в строительстве бань и в пользовании ими.

### Бани древних и первобытных народов
По описанию древнегреческого историка Геродота, походные бани скифских племён напоминали юрты: связанные верхними концами жерди обтягивали сверху войлоком. Отвар или семена трав, брошенные на раскалённые камни, создавали дым и пар, которые в некоторых случаях имели наркотические и галлюциногенные свойства:
… скифы, взяв семена конопли, подлезают под войлок и раскидывают затем семена поверх раскалённых на огне камней; брошенное курится и получается такой пар (дым), что никакая уж эллинская парильня не превзойдёт этого. Скифы, восхищённые подобной парильней, громко ликуют. Это служит им вместо омовения, ибо они вовсе не моют тело водою.
Некоторые индейские племена Америки, такие как племя лакота, с древних времён и по сей день пользуются ритуальной баней, которая представляет собой конструкцию из прутьев, покрытую шкурами. Она предназначается для общения с духами предков и называется инипи. В центре её земляного пола имеется углубление для нагретых камней. Камни раскаляют снаружи на костре и заносят внутрь специальными сетками из прутьев. Пар получают поливанием травяного настоя на горячие камни. Травы и грибы, которые применяются для приготовления этого настоя, имеют галлюциногенные свойства.

Цель ритуала инипи — ввести присутствующих участников в состояние наркотического транса, сопровождаемого иллюзорными видениями. 
Считается, что комфортабельные бани строили в странах Древнего Востока — Индии, Китае, Египте. В Китае XVII в. были «мылни торговыя каменныя с тёплыми водами, и в них лекари». Учёные утверждают, что в Древней Греции врач Гиппократ половине больных прописывал банные процедуры. После завоеваний Александра Македонского в Древней Греции, а затем и в Древнем Риме распространились бани восточного типа с горячими полами.

### Римские бани
В римской бане (терме) было несколько комнат: аподитериум, предбанная комната, служила для раздевания. В тепидариуме, тёплой комнате с температурой 37—40 °, находился первый бассейн. В лакониуме (жаркая комната) и каллидариуме (парная комната), температура достигала 60—85 °C. После парной следовал фригидариум, охлаждающе-ароматическая комната с холодным бассейном. В лавариуме проводились массажные процедуры, обтирание маслами, обливания.
В крупных общественных банях действовала система центрального отопления с подогревом пола и стен — гипокауст (hypocaustum). Бани содержали не только массажные кабинеты и общие бассейны. В крупных банях находились также библиотеки и гимнастические залы, поскольку они считались своеобразными центрами общественной жизни.

### Баня и гигиена в средневековой Европе
Из-за общего упадка материальной культуры огромных роскошных терм, как в древнем Риме, у европейцев раннего Средневековья не было. Так, термам города Рима пришёл конец, когда в VI в. осаждая Рим, готы разрушили римские водопроводы, хотя некоторое количество древних римских терм продолжало работать в средневековой Италии, например в Поццуоли и Салерно. Крупные древние термы сохранились также в Константинополе и других крупных городах Византии. В некоторых городах, например, в бывшем римском курорте в Бате в Британии продолжали действовать знаменитые бани на природных источниках: 
Британия — это остров среди океана, называвшийся прежде Альбионом. … Есть в этой земле соленые источники, есть и горячие, вода которых используется в горячих банях, где моются раздельно, сообразно полу и возрасту,
— писал историк VIII века. В начале XII века на месте этих терм Джон Турский построил на церковные деньги общественные бани.
С ростом городов Европы в IX—X вв. в них появились публичные банные комплексы, где можно было мыться с мылом, стричь волосы, бриться, ставить пиявки. Люди собирались в банях столь же естественно и часто, как и в церкви; и рассчитаны были эти купальные заведения на все классы, так что их облагали сеньориальными пошлинами наподобие мельниц, кузниц и заведений питейных.
В такого рода заведении купались в индивидуальной деревянной ванне или в общем бассейне, но бывали и специальные парилки, где воздух нагревался горячими камнями, а клиенты лежали не в воде, а просто на лавках. От античных врачей средневековые унаследовали представление о пользе парилки для здоровья; например, святая Хильдегарда Бингенская, писавшая в XII в. труды по медицине, советовала при болезнях пить в бане отвары лекарственных растений (петрушки, тимьяна, ромашки, пижмы, мяты, лаванды, розмарина и др.) и одновременно поддавать ими на раскалённые камни и дышать этим паром.
В качестве специальных банных приспособлений могли использоваться щётки для массажа, натуральные морские губки, на некоторых иллюстрациях видны даже банные веники.
А что касается богатых домов, то они располагали «мыльнями» в полуподвалах; тут находились парилка и кадки — обычно деревянные, с набитыми, как на бочках, обручами. Индивидуальную импровизированную парилку у себя дома создавали, накрывая сверху наполовину наполненную ванну или бочку с горячей водой несколькими простынями.

Законы запрещали совместное мытьё мужчин с женщинами, и помещения общественных бань строго делились на мужские и женские, или же вводились специальные мужские или женские дни: 
Мужчины пусть идут в баню сообща во вторник, четверг и субботу; женщины идут в понедельник и в среду. … если мужчина войдёт в баню или в одно из помещений бани в женский день, платит десять мараведи.
Как и все средневековые ремесленники, банщики, занимавшиеся в бане массажем, бритьём, кровопусканием и прочими процедурами, были объединены в специальный цех банщиков (цирюльников) со своими правилами работы и строгим прейскурантом на услуги. Вывески бань, как правило, были большими и яркими, клиентов зазывали в баню громкими криками. Что интересно, средневековые европейские банщики по совместительству работали и пожарными, так как они всегда обладали большим запасом воды и вёдер.
Также городские общественные бани использовались не только по прямому назначению, они могли превращаться в развлекательные заведения с музыкой и выпивкой, куда ходили отдыхать большой компанией, или даже иной раз в «сауны» с проститутками и с номерами для свиданий, несмотря на все законодательные и церковные запреты и на существование официально зарегистрированных борделей. Упоминания об этом нередки в средневековой художественной литературе: 
Риччьярдо любит жену Филиппелло Фигинольфи; узнав, что она ревнива, он, рассказав ей, что Филиппелло на следующий день назначил свидание в бане его жене, устраивает так, что сама дама отправляется туда… .
С XVI века общественных горячих бань в городах Европы стало гораздо меньше и культура общих бань пришла к упадку. Так, английский король Генрих VIII приказал закрыть лондонские бани в Саутуорке в 1546 году, в Париже к XVII в. осталось всего несколько общих бань. Среди причин называются распространение венерических болезней (в первую очередь, сифилиса), деятельность протестантских и католических проповедников, обличавших общие бани как рассадник бесстыдства, а также рост цен на древесину в городах, вызванный революцией цен и сведением лесов на древесный уголь в Европе из-за развития металлургии.

### Бани в мусульманском мире
Бани были известны и у многих других народов, в частности в мусульманских городах существовали и места специальных ритуальных омовений, предписываемых шариатом, и просто горячие бани как места отдыха. В таких банях были парилки, места для массажа и купели для омовения в проточной воде, но исламские традиции запрещали принятие ванн (издавна популярное среди европейцев) и плавание в бассейнах, поскольку стоячая, не проточная, вода считалась нечистой.
В начале XII века Абу Хамид Аль-Газали дотошно описал правила поведения мусульманина в общественной бане, но заявив, что баня — место дьявола.

Сохранились сообщение Ибн Джубайра от XII века о банях в арабском мире: 
Забота султана об этих прибывших (для обучения в медресе Александрии) иноземцах простирается до того, что он приказал соорудить бани, чтобы они могли мыться всегда, когда им понадобится, и основал больницу для лечения тех из них, кто болен… В этом благословенном городе (Мекке) две бани… И каждый из них (17 кварталов Багдада) имеет две-три бани… В этом городе (Дамаске) и его пригородах находится почти сто бань, а в них около сорока помещений для омовения; все они снабжаются проточной водой. … Что касается бань то число их несметно. Один из шейхов города (Багдада) говорил нам, что их там, как в западной, так и в восточной частях, — около двух тысяч.
В старинной части города Баку (Азербайджан) — Ичери-Шехере расположены дворцовые бани Ширваншахов, относящиеся к XV веку.

## Русская баня
Слово «баня» («байня») встречается в письменных источниках с XI века, но исключительно церковных — псалтырях, канонах, житиях, в которых так называется обряд омовения или очищения. В форме «баньскь» является заимствованием из старославянского и восходит к латыни, где baneum (balneum) происходит от греческого balaneion (βαλανεῖον), имеющего значение «купальня, баня».

### История
В договоре Олега Вещего с Византией от 907 года вторым пунктом оговорена возможность для купцов-русов, прибывающих в Константинополь, мыться в собственной бане сколько захотят: «И да творять имъ мовь, елико хотять». Под названием «истобъка» баня упоминается в летописи под 945 годом в рассказе о мести Ольги древлянским послам, когда она, приказав сотворить им «мовь» (сожгла их в бане). В Начальной летописи баня в связи с различными коллизиями упоминается в записях 907, 945, 1071, 1089 годов. В русских текстах светского характера в обиходной речи слово баня имеет исходно славянскую терминологию — истопка, мовница, мыльня, мытня, лазня.
По данным археологических раскопок на Троицком раскопе, в Новгороде в конце X—XI веке практически одновременно были распространены чистые бани — двухкамерные срубы-пятистенки, однокамерные деревенские (чёрные) бани-срубы архаичного варианта и однокамерные бани-срубы с предбанником. Чистые бани на усадьбах, включённых в массив патронального клана боярского семейства Мирошкиничей, зафиксированы в наиболее ранних напластованиях.
Двухкамерная каменная постройка в Переяславле-Хмельницком (Киевская область,Украина) с инкрустированными мозаикой шиферными полами, кубиками смальты от настенных мозаик, обломками керамических водопроводных труб и полным отсутствием фресковой росписи, отождествляется с упоминаемым под 1089 (1090) годом летописным «строением банным» епископского дворца. Похожая по назначению постройка была найдена археологами в Киеве на территории заповедника «София Киевская». Каменных бань на Руси было немного, деревянные же бани носили название «истопки».
Другие названия бани: мовь, мыльня, мыленка, мовница. В Повести временных лет (1110-е годы) приводится рассказ о бане, вложенный в уста апостола Андрея:

«И пришёл к славянам, где нынче стоит Новгород, и увидел живущих там людей — каков их обычай и как моются и хлещутся, и удивился им.
И отправился в страну варягов, и пришёл в Рим, и поведал о том, как учил и что видел, и рассказал:
„Диво видел я в Славянской земле (прим. имея в виду Новгород) на пути своём сюда. Видел бани деревянные, и натопят их сильно, и разденутся и будут наги, и обольются квасом кожевенным, и поднимут на себя прутья молодые и бьют себя сами, и до того себя добьют, что едва вылезут, чуть живые, и обольются водою студёною, и только так оживут. И творят это постоянно, никем же не мучимые, но сами себя мучат, и то творят омовенье себе, а не мученье“.
Те же, слышав об этом, удивлялись; Андрей же, побыв в Риме пришёл в Синоп»— Повесть временных лет
Также о славянских банях упомянуто в персидской рукописи «Собрание историй» (Моджмал ат-таварих), составленной в 1126 году:

(Славяне) делают жилища под землёй, так чтобы холод, который бывает наверху, их не достал. И он (Славянин) приказал чтобы принесли много дров, камней и угля, и эти камни бросали в огонь, и на них лили воду, пока не пошёл пар и под землёй стало тепло. И сейчас они зимой делают так же— персидская рукопись «Собрание историй»
В. Б. Вилинбахов выдвинул теорию о том, что сведения восточных авторов о русах относятся к западным славянам.
По мнению А. А. Желтова, область распространения банной традиции у восточных славян включает Новгородскую, Псковскую и Смоленскую губернии, а также Карелию и Северную Белоруссию (территории, где в древности обитали кривичи и словене новгородские, а также позже заселённые ими области. На Русском Севере бани к XX веке распространены повсеместно лишь там, где происходила его новгородская колонизация. В северных районах заселённых выходцами из Ростово-Суздальской земли, до последнего времени сохранялась традиция мытья в печах.
В Древней Руси и в России мыльни, пристроенные к жилым хоромам помещения, были предназначены только для помывки, а не для принятия высокотемпературных процедур, и топились исключительно по-белому. Бани, топившиеся по-чёрному, ставили на окраине усадеб либо за их пределами. К первой трети XIX века понятия мыльни и бани уже перестают чётко различаться и под мыльней стали подразумевать отдельное помывочное помещение в отличие от парилки, а расположенные отдельно постройки продолжали называть банями, даже, если их уже топили не по-чёрному.
Об обилии частных и общих (торговых) бань и купании в реке или снегу после бани на Руси упоминали многие европейские путешественники XVI—XVII вв. : Джильс Флетчер, Чарльз Карлейль, Иоганн-Георг Корб, Самуэль Коллинз, Станислав Немоевский и др.

Правила Стоглавого собора (1551 г.), вслед за византийскими правилами, запрещали совместное мытьё мужчин с женщинами, но в реальности церковные запреты на Руси не соблюдались. На европейцев той эпохи русские общие бани производили впечатление непристойности и дикости из-за мытья мужчин вместе с женщинами: 
В Астрахани я, чтобы видеть лично, как они моются, незамеченным образом отправился в их баню. Баня была разгорожена бревнами, чтобы мужчины и женщины могли сидеть отдельно. Однако входили и выходили они через одну и ту же дверь, притом без передников; только некоторые держали спереди березовый веник до тех пор, пока не усаживались на место. Иные не делали и этого. Женщины иногда выходили, без стеснения, голые поговорить со своими мужьями. 
Есть свидетельства, что в эпоху Петра I стыдливые иностранцы устроили собственную баню в Немецкой слободе в Москве, где мужчины и женщины мылись строго раздельно.

Ещё одна попытка разделить мужчин и женщин в общих банях была предпринята Екатериной II в Уставе благочиния 1782 г.: вход в женскую баню разрешили только мальчикам до 7 лет, служителям бань и врачам, но есть свидетельства, что и этот запрет не всегда соблюдался.

Самыми знаменитыми русскими банями являются Сандуновские бани. Основанные в 1808 году как общественные бани, они продолжают свою деятельность до сих пор. Здания Сандуновских бань являются памятниками культуры. В бассейне высшего мужского разряда снимали кадры из фильма «Броненосец „Потёмкин“» Сергея Эйзенштейна. По легенде, в них парился Наполеон, вошедший в горящую Москву.
- Очередь в баню в дореволюционное время
- Здание Сандуновских бань
- Банное заведение женского института 1911 года
- Здание Селезнёвских бань

### Стационарные бани

#### Чёрная баня
Чёрная или курная баня — баня, отапливаемая печью без трубы.

#### Белая баня
Белая баня (русская баня традиционная) — баня с обогревом парильной греющей стеной свода русской печи, при этом разогрев тела потребителя осуществляется в среде насыщенного паром горячего воздуха во время нахождения или дальнейшего перемещения от полока к полоку, расположенному выше. Баня, отапливаемая печью с дымовой трубой.

#### Баня в русской печи
Баня внутри русской печи: печь протапливается, в чугунах нагревается вода.

#### Общественная баня
Общественные бани рассчитаны на помывку большого количества людей (одновременно от 10 до 300), чаще строятся по типовым проектам в виде банно-прачечных комплексов. Строятся общественные бани обычно в крупных населённых пунктах. Разновидностью общественных бань являются войсковые стационарные бани в воинских частях.

### Передвижная баня
Передвижные, перевозные, переносные бани отличаются от стационарных бань тем, что имеют возможность эксплуатироваться в различных местах, в зависимости от необходимости. Не имеют привязки к стационарному фундаменту. Могут быть погружены в транспортное средство в разобранном или в собранном виде, либо могут перемещаться в качестве прицепа к транспортному средству. А также могут быть самостоятельным специализированным транспортным средством. Могут быть унифицированного промышленного или кустарного производства. Предназначены в основном для мытья расположенных в отдалённых от населённых пунктов групп людей (вахтовики, туристические лагеря, воинские контингенты в условиях полевого размещения или при боевых действиях и т. д.), также могут применяться для проведения санитарной обработки при стихийных бедствиях. Условно можно выделить несколько типов:
- бани на основе каркасно-тентовых сооружений
- бани в виде готовых модулей, размеры и вес которых позволяют погрузить их в кузов грузового автомобиля
- бани на базе автомобилей и автомобильных прицепов (в КУНГах),
- банно-прачечные и банно-дезинфекционные поезда .

В основном устроены по типу белой бани, либо парильного отделения и душевой. Нагрев воздуха помещения и воды может осуществляться дровяными печами, ТЭНами, калориферами на жидком топливе, горячим паром и водой получаемой в паро-водогрейных котлах.

#### Импровизированные бани
В экстремальных ситуациях (в туристических, геолого-разведочных походах, в военных условиях) при отсутствии стационарных бань, в качестве временных устраиваются импровизированные (походные) бани. Помещением для таких бань могут быть блиндажи, землянки, палатки, шалаши или другой каркас из сподручных материалов обтянутые брезентом, полиэтиленовой плёнкой, а нагревательным элементом горячие камни нагретые топкой по типу чёрных бань, либо предварительно нагретые на костре и помещённые внутрь импровизированной бани.
Основное отличие таких бань — быстровозводимость и использование подручных материалов.

## Виды бани

### Сауна
Са́уна (фин. sauna) — финская баня с горячим сухим воздухом. Представляет собой небольшое специальное помещение или постройку для испытания сухих и влажных ощущений. От пара и высоких температур купальщики потеют.
Сауна объявлена национальным символом Финляндии и неотъемлемой частью финской культуры — так же как и сису, Калевала и Сибелиус. По статистике, в Финляндии каждое второе жилое помещение (квартира, дом) имеет сауну. Если же в квартире собственной сауны нет, то в доме обязательно имеется общая сауна, обычно расположенная в подвале или в цокольном этаже здания. Всего же в стране с населением 5 млн человек используется около 2 млн саун. Сауна внесена в Список шедевров устного и нематериального культурного наследия человечества.
Тампере, второй по величине город Финляндии, был официально объявлен[кем?] «мировой столицей саун».
Сауны можно разделить на два основных типа: обычные сауны, в которых согревают воздух, и инфракрасные сауны. Инфракрасные сауны могут использовать различные материалы в области нагрева, такие как древесный уголь, активные углеродные волокна и другие материалы.

### Турецкая баня
Действующим началом в турецкой бане является нагретый до 45-50 °C мрамор самого помещения и воздух с влажностью до 100 %.

### Японская баня
Сэнто несколько отличается от нашего общепринятого представления о бане. Как таковой парилки в сэнто нет — сначала человек многократно натирается мочалкой и обливается водой до полной чистоты, после чего погружается в индивидуальную или общую большую деревянную ванну — офуро. Здесь положено блаженно вытягиваться и отмокать в горячей воде. После чего процедуры повторяются. В настоящем сэнто всегда были молодые служанки — юна — которые не только мыли и тёрли клиентов, но и за отдельную плату могли оказать им интимные услуги.

### Мобильные бани
По типу атмосферы мобильные бани могут быть как суховоздушными, так и паровыми. В зависимости от типа печи, которой они отапливаются. Наименование «Мобильная баня» происходит от названия конструкторского проекта созданного в период с 2001 по 2003 г. Представляет собой специальную палатку и печь. Купол спроектирован по типу силовой схемы фюзеляжа самолёта с поперечными силовыми элементами шпангоутами и продольными силовыми элементами стрингерами. В англоязычной транскрипции «Mobile banya» или «Mobile sauna». В немецкой транскрипции «Mobilen banya».

## Банные традиции и этикет
У славянских и финно-угорских народов баня традиционно являлась местом для знахарства и колдовства. В банях принимали роды, в банях жили роженицы с новорождёнными. В банях пытались лечить народными и колдовскими средствами практически весь спектр заболеваний. Бани использовались как место захоронения или кремации мертворождённых или погибших при родах младенцев. Бани служили и своеобразным хосписом для тяжелобольных и умирающих. В банях умерщвляли «зажившихся» стариков и казнили с помощью горячего пара неугодных или преступников. Язычники пред принесением в жертву человека «запаривали» его до бесчувствия в бане.

## В искусстве
Тема бани и всего, что с ней связано, получила широкое распространение в произведениях искусства, от живописи до фольклора, в анекдотов и частушек. В частности, в русских народных сказках нередко встречается мотив похода героя в баню, связанный, как правило, с его обессиливанием (Афанасьев, 207), либо с похищением некоего жизненно важного для него атрибута (Афанасьев, 187). Довольно часто мотив омовения в бане сопряжён в русских сказках с мотивом изжаривания и последующего съедения героя его антагонистом (Змеем Горынычем, Бабой-Ягой, колдуном и т. д.): ср. Афанасьев, 202—205. Связь данных мотивов, вероятно, восходит к народной практике париться в русской печи, либо к ритуальному омовению жертвы при жертвоприношении.
Обстановка бань часто используется художниками для изображения обнажённой натуры: например, Борисом Кустодиевым, Зинаидой Серебряковой, Андерсом Цорном, Аркадием Пластовым (в картине «Весна»).
- Одна из пьес Владимира Маяковского — «Баня»[74].
- Одна из самых известных песен Владимира Высоцкого так и называется — «Банька» («Протопи ты мне баньку, хозяюшка…»).
- Рассказ Михаила Зощенко «Баня»[75].
- В рассказе Василия Шукшина «Алёша Бесконвойный» описан процесс топки русской бани «по-чёрному».
- Эпизод в бане, где Евгений Лукашин со своими друзьями распивает спиртные напитки, служит завязкой сюжета в фильме Э. Рязанова «Ирония судьбы, или С лёгким паром!». В продолжении фильма также используется банный эпизод.
- Многие произведения в исполнении Михаила Евдокимова связаны с баней.
- Баня присутствует как важное место действия в цикле фильмов Александра Рогожкина «Особенности национальной охоты», «Особенности национальной рыбалки», «Особенности национальной охоты в зимний период».

## Современная баня
Бани и сауны получили широкое распространение как место отдыха в комплексе с бассейнами и тренажёрными залами или как самостоятельные предприятия. В состав современной бани обычно входят суховоздушная сауна и парная (иногда несколько с разными условиями), джакузи, холодная ванна, нередко также солярий и пр.